# Dwergwieltje
Het dwergwieltje (Marasmius bulliardii) is een plaatjeszwam uit de familie Marasmiaceae. Het komt voor in loofbossen op rijke zandgronden. Het leeft saprotroof op afgevallen bladeren, vooral eiken en Fagus, maar ook op ander plantenresten. Het produceert vruchtlichamen van juni tot oktober. Ze groeien op bladnerven.

## Naamgeving
De wetenschappelijke naam werd gepubliceerd in 1878 door de Franse mycoloog Lucien Quélet.

## Kenmerken

### Uiterlijke kenmerken
Hoed
De hoed heeft een diameter van 3 tot 8 mm. De vorm is halfrond, met een uitsparing aan de bovenkant en een zwartachtige stip. Het oppervlak is glad, beige, bleek oker, soms lichter in het midden. De hoedrand is breed gegroefd.
Lamellen
De lamellen staan vrij aan de steel. De kleur varieert van beige tot licht oker.
Steel
De steel is flexibel, zwartbruin van kleur, lichter aan de bovenzijde. Het oppervlak is kaal en glanzend.
Vlees
Het vlees is dun, van dezelfde kleur als het oppervlak van de hoed. De smaak en geur zijn onduidelijk.

### Microscopische kenmerken
De sporen hebben de vorm van appelpitten, met afmetingen van 7,5–10 × 4–4,5 μm.

## Verspreiding
De soort wordt voornamelijk aangetroffen in Europa, maar ook zijn vindplaatsen in North Carolina in de Verenigde Staten en in Japan. In Nederland komt de soort algemeen voor en staat hier niet op de rode lijst en is niet bedreigd.